# Boney (Fernsehserie)
Boney ist eine australische Krimiserie, die auf Romanen von Arthur W. Upfield basiert. In den Jahren 1972 bis 1973 wurden insgesamt zwei Staffeln zu je 13 Folgen produziert. Die Titelrolle verkörperte James Laurenson, dessen Besetzung (als Nicht-Aborigine) für einige Diskussionen sorgte. In den 1990er-Jahren folgten der Fernsehfilm Bony: Fahrt in den Tod und die weitere, jedoch kurzlebige Fernsehserie Bony und sein Kommissar.
In Deutschland wurde die ursprüngliche Serie im ZDF ausgestrahlt und seither nicht wiederholt.

## Titelcharakter
Die Serie basiert auf dem Charakter Bony – in der Fernsehserie „Boney“ geschrieben –, der in 29 Romanen des australischen Schriftstellers Arthur W. Upfield von den späten 1920er Jahren bis 1964 die Hauptrolle spielt.
In der zweiten Staffel (ab Folge 14) erhält Boney bei seinen Fällen Unterstützung von der Polizeibeamtin Alice McGorr.

## Adaptionen der 1990er-Jahre
1990 wurde Bony (nun wieder in der ursprünglichen Schreibweise) für einen gleichnamigen Fernsehfilm wiederbelebt, dem dann 1992 mit Bony und sein Kommissar eine weitere Fernsehserie folgte. Letztere wurde kritisiert, weil mit Cameron Daddo ein Weißer die Titelrolle übernahm.

## Trivia
Der Musikproduzent Frank Farian benannte eines seiner erfolgreichsten Projekte Boney M. nach dieser Serie, die er damals oft im Fernsehen sah.

## Episodenliste

### Staffel 1
| Nr. (gesamt) | Nr. (Staffel) | Episodentitel                      | Originaltitel                   | Erstausstrahlung (Deutschland) | Erstausstrahlung (Australien) |
| ------------ | ------------- | ---------------------------------- | ------------------------------- | ------------------------------ | ----------------------------- |
| 1            | 1             | Boney und die Erben                | Boney And The Claypan Mystery   | 6. April 1974                  | 27. Juli 1972                 |
| 2            | 2             | Boney und der Mädchenmörder        | Boney Meets The Daybreak Killer | 22. Februar 1975               | 3. August 1972                |
| 3            | 3             | Boney und die Witwe                | Boney And The Reaper            | 18. Mai 1974                   | 10. August 1972               |
| 4            | 4             | Boney und das Haus des Bösen       | Boney In Venom House            | 20. April 1974                 | 17. August 1972               |
| 5            | 5             | Boney und der fröhliche Sargmacher | Boney And The Reaper            | 30. November 1974              | 31. August 1972               |
| 6            | 6             | Boney und der Boxer                | Boney And The Payback Killer    | 11. Januar 1975                | 7. September 1972             |
| 7            | 7             | Boney und die Broken Bay-Killer    | Boney Picks A Widow             | 14. Dezember 1975              | 14. September 1972            |
| 8            | 8             | Boney und die schwarze Jungfrau    | Boney And The Black Virgin      | 4. Mai 1974                    | 21. September 1972            |
| 9            | 9             | Boney, Mord und viele Böcke        | Boney Takes A Holiday           | 15. Juni 1974                  | 5. Oktober 1972               |
| 10           | 10            | Boney kauft eine Frau              | Boney Buys A Woman              | 10. August 1974                | 12. Oktober 1972              |
| 11           | 11            | Boney und die zwei Verdammten      | Boney And The White Savage      | 5. Oktober 1974                | 26. Oktober 1972              |
| 12           | 12            | Boney und das Ungeheuer            | Boney And The Monster           | 7. September 1974              | 2. November 1972              |
| 13           | 13            | Boney und der schwarze Opal        | Boney And The Black Opal        | 1. Juni 1974                   | 9. November 1972              |

### Staffel 2
| Nr. (gesamt) | Nr. (Staffel) | Episodentitel                         | Originaltitel                | Erstausstrahlung (Deutschland) | Erstausstrahlung (Australien) |
| ------------ | ------------- | ------------------------------------- | ---------------------------- | ------------------------------ | ----------------------------- |
| 14           | 1             | Boney und die Gunst der Sterne        | Boney Tells A Fortune        | 29. Juni 1974                  | 22. Januar 1973               |
| 15           | 2             | Boney und die Schafscherer            | Boney And The Paroo Bikeman  | 27. Juli 1974                  | 29. Januar 1973               |
| 16           | 3             | Boney und der Baumwürger              | Boney And The Strangler      | 13. Juli 1974                  | 5. Februar 1973               |
| 17           | 4             | Boney und das Halbblut                | Boney And The Powder Trail   | 21. September 1974             | 12. Februar 1973              |
| 18           | 5             | Boney und die Albatross               | Boney And The Albatross      | 16. November 1974              | 19. Februar 1973              |
| 19           | 6             | Boney und die Kelly-Band              | Boney And The Kelly Gang     | 19. Oktober 1974               | 26. Februar 1973              |
| 20           | 7             | Boney und die Thompson-Story          | Boney Hunts A Murderess      | 22. März 1975                  | 5. März 1973                  |
| 21           | 8             | Boney und die Trimm-dich-Kur          | Boney And The Devil’s Step   | 24. August 1974                | 19. März 1973                 |
| 22           | 9             | Boney und die graue Wolke             | Boney Walks With Death       | 25. Januar 1975                | 26. März 1973                 |
| 23           | 10            | Boney und das Baumbegräbnis           | Boney And The Burial Tree    | 28. Dezember 1974              | 2. April 1973                 |
| 24           | 11            | Boney und die schweigenden Schwestern | Boney And The Silent Order   | 8. Februar 1975                | 9. April 1973                 |
| 25           | 12            | Boney und die schottische Fehde       | Boney And The Black Clansman | 8. März 1975                   | 11. April 1973                |
| 26           | 13            | Boney und der Emu-Mann                | Boney And The Emu Man        | 2. November 1974               | 30. April 1973                |